# República de China en los Juegos Olímpicos
La República de China en los Juegos Olímpicos estuvo representada por el Comité Olímpico Nacional Chino entre los años 1932 y 1948. Tras finalizar la Guerra Civil China en 1950, los deportistas compitieron bajo la bandera de la República Popular China y China Taipéi.
Participó en tres ediciones de los Juegos Olímpicos de Verano, su primera presencia tuvo lugar en Los Ángeles 1932. El equipo olímpico no obtuvo ninguna medalla en las ediciones de verano.
En los Juegos Olímpicos de Invierno no participó en ninguna edición.

## Medallero

### Por edición
Juegos Olímpicos de Verano
| Evento           | Oro | Plata | Bronce | Total |
| ---------------- | --- | ----- | ------ | ----- |
| Los Ángeles 1932 | 0   | 0     | 0      | 0     |
| Berlín 1936      | 0   | 0     | 0      | 0     |
| Londres 1948     | 0   | 0     | 0      | 0     |
| TOTAL            | 0   | 0     | 0      | 0     |